# György Sárosi
Le Dr György Sárosi, né le 16 septembre 1912 à Budapest en Autriche-Hongrie et mort le 20 juin 1993 à Gênes, est un footballeur international hongrois qui évoluait au poste d'attaquant et de milieu de terrain, avant d'ensuite devenir entraîneur.
En 1999, il est élu à la 89e place parmi les 100 plus grands joueurs du XXe siècle selon un sondage des lecteurs du World Soccer (au classement devant les grands joueurs hongrois comme László Kubala, Imre Schlosser ou encore Flórián Albert).
Son frère cadet, Béla Sárosi, était également footballeur.

## Biographie

### Joueur

#### En club
Ayant grandi dans la ville de Budapest, György (né György Stefanicsics) commence durant sa jeunesse à étudier la jurisprudence (il deviendra même après sa carrière avocat et magistrat). Ce joueur technique et polyvalent, attaquant dans l'âme mais pouvant jouer aussi en défense centrale et surtout au milieu de terrain, a fait les beaux jours de Ferencváros et de l'équipe de Hongrie dont il était le capitaine.
Il fait ses débuts avec le club de sa ville natale du Ferencváros TC en 1930 et y reste jusqu'à la fin de sa carrière en 1948, marquant le nombre record de 351 buts en 383 matchs disputés, se révélant alors comme sans doute le plus célèbre joueur de l'histoire du club ainsi que l'un des plus grands joueurs de l'histoire du championnat hongrois et du football hongrois en général.
Son palmarès avec le Ferencváros TC est également bien rempli puisqu'il a remporté en 18 ans de carrière pas de moins de 5 championnats (1931-1932, 1933-1934, 1937-1938, 1939-1940 et 1940-1941), 5 coupes (1932-1933, 1934-1935, 1941-1942, 1942-1943 et 1943-1944) ainsi qu'une Coupe d'Europe centrale (en 1937, où il s'illustra notamment en inscrivant sous une pluie battante un triplé en finale retour contre la Lazio avec une victoire finale 5-4), compétitions lors desquelles il termina plusieurs fois meilleur buteur.
György Sárosi fut le premier grand joueur hongrois, vingt ans avant l'avènement de l'équipe en or des Puskás, Kocsis et Czibor dans les années cinquante.

#### En sélection
Avec la Hongrie, il fait ses grands débuts en sélection le 21 mai 1931 lors d'une défaite 3-2 contre la Yougoslavie à Belgrade. Lors de la Coupe internationale 1936-1938, il marque les esprits à Budapest le 19 septembre 1937 lorsqu'il inscrivit 7 buts entre la 34e et la 85e minute lors d'une victoire 8-3 contre la Tchécoslovaquie. Lors du mondial 1934, il s'illustre le 31 mai 1934 en inscrivant un but en quart de finale contre l'Autriche et sa Wunderteam (malgré la victoire 2-1 des Autrichiens).
Mais son fait le plus marquant en sélection fut lorsqu'il atteignit la finale de la Coupe du monde 1938, marquant 5 buts lors de la compétition, dont un en finale le 19 juin 1938 contre l'Italie. György Sárosi réduisit l'écart à la 70e minute en inscrivant le but du 3-2 (pour l'Italie) avant que l'Italien Silvio Piola n'anéantisse tout espoir hongrois 15 minutes plus tard en inscrivant le dernier but du match (4-2), donnant le titre aux Italiens. Il est nommé pour l'honneur dans l'équipe type du mondial 1938 au poste d'avant-centre et termine la compétition avec le ballon de bronze (qui récompense le troisième meilleur buteur de la compétition).
Son dernier match eut lieu à Belgrade (ville qui l'avait vu débuter en sélection 12 ans auparavant) le 7 novembre 1943 lors d'une rencontre contre la Suède. Au total, György Sárosi inscrivit un record de 42 buts en 62 matchs pour sa sélection entre 1931 et 1943.

### Entraîneur

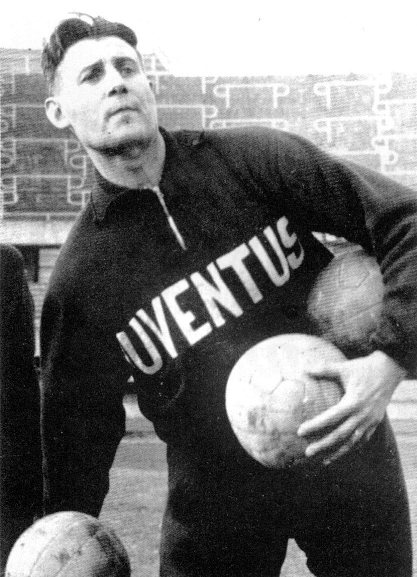
György Sárosi entraîneur de la Juventus (entre 1951 et 1953).

Après sa carrière de joueur, György Sárosi entame une carrière d'entraîneur. Durant l'après-guerre, il quitte son pays et part vivre en Italie en 1947, où il commence alors à entraîner (avec des clubs comme la Juventus, l'AS Bari, le Genoa CFC ou encore l'AS Rome). Il fut notamment connu pour valoriser les jeunes. En 1948, il rejoint les Pouilles pour prendre les rênes du club de Bari durant deux saisons (il reste dans les mémoires pour avoir repéré et lancé le jeune joueur Primo Sentimenti). Deux ans plus tard, il rejoint l'AS Lucchese (où il fut remercié au bout de la 11e journée et remplacé par Ivo Fiorentini après une défaite à domicile contre l'Udinese,).
Immédiatement après, une chance lui est donnée par Gianni Agnelli, le président du grand club du nord du pays, les Piémontais de la Juventus, qu'il rejoint en 1951. Il dirige son premier match sur le banc juventino le 2 décembre 1951 lors d'un derby della Mole contre le Torino en Serie A (score final 0-0), et finit par remporter son premier trophée à la fin de la saison en tant qu'entraîneur avec le scudetto de la saison 1951-1952. Il quitte ensuite le club en 1953 après avoir dirigé au total 64 matchs (dont 37 victoires). Il resta ensuite encore plusieurs saisons en Italie à entraîner divers clubs avant de tenter un challenge en Suisse au FC Lugano en 1965.
Il meurt en 1993 à l'âge de 80 ans.

## Statistiques
Source,, :
| Compétitions | Compétitions | Compétitions        | Nemzeti Bajnokság I | Nemzeti Bajnokság I | Nemzeti Bajnokság I | Magyar Kupa | Magyar Kupa | Magyar Kupa | Mitropa Cup | Mitropa Cup | Mitropa Cup | Hongrie | Hongrie | Hongrie | Total | Total | Total |
| Season       | Équipe       | Ligue               | M                   | B                   | Pd                  | M           | B           | Pd          | M           | B           | Pd          | M       | B       | Pd      | M     | B     | Pd    |
| ------------ | ------------ | ------------------- | ------------------- | ------------------- | ------------------- | ----------- | ----------- | ----------- | ----------- | ----------- | ----------- | ------- | ------- | ------- | ----- | ----- | ----- |
| 1930–31      | Ferencváros  | Nemzeti Bajnokság I | 7                   | 2                   | 3                   | 4           | 0           | 1           | —           | —           | —           | 1       | 0       | 1       | 12    | 2     | 5     |
| 1931–32      | Ferencváros  | Nemzeti Bajnokság I | 19                  | 4                   | 2                   | 2           | 0           | 0           | 2           | 3           | 0           | 6       | 0       | 0       | 29    | 7     | 2     |
| 1932–33      | Ferencváros  | Nemzeti Bajnokság I | 22                  | 8                   | 6                   | 3           | 5           | 4           | —           | —           | —           | 9       | 1       | 0       | 34    | 14    | 10    |
| 1933–34      | Ferencváros  | Nemzeti Bajnokság I | 20                  | 24                  | 16                  | —           | —           | —           | 5           | 7           | 4           | 8       | 7       | 0       | 33    | 38    | 20    |
| 1934–35      | Ferencváros  | Nemzeti Bajnokság I | 20                  | 22                  | 8                   | 4           | 6           | 4           | 8           | 9           | 6           | 5       | 6       | 1       | 37    | 43    | 19    |
| 1935–36      | Ferencváros  | Nemzeti Bajnokság I | 21                  | 37                  | 15                  | —           | —           | —           | 2           | 4           | 0           | 6       | 8       | 3       | 29    | 49    | 18    |
| 1936–37      | Ferencváros  | Nemzeti Bajnokság I | 19                  | 29                  | 15                  | —           | —           | —           | 9           | 12          | 2           | 5       | 1       | 6       | 33    | 42    | 23    |
| 1937–38      | Ferencváros  | Nemzeti Bajnokság I | 20                  | 29                  | 12                  | —           | —           | —           | 8           | 7           | 1           | 7       | 14      | 5       | 35    | 50    | 18    |
| 1938–39      | Ferencváros  | Nemzeti Bajnokság I | 20                  | 26                  | 11                  | —           | —           | —           | 6           | 2           | 2           | 4       | 1       | 2       | 30    | 29    | 15    |
| 1939–40      | Ferencváros  | Nemzeti Bajnokság I | 23                  | 23                  | 5                   | —           | —           | —           | 2           | 6           | 1           | 7       | 4       | 2       | 32    | 29    | 8     |
| 1940–41      | Ferencváros  | Nemzeti Bajnokság I | 22                  | 29                  | 9                   | 1           | 0           | 0           | —           | —           | —           | 4       | 0       | 0       | 27    | 29    | 9     |
| 1941–42      | Ferencváros  | Nemzeti Bajnokság I | 19                  | 19                  | 7                   | 2           | 4           | 0           | —           | —           | —           | —       | —       | —       | 21    | 23    | 7     |
| 1942–43      | Ferencváros  | Nemzeti Bajnokság I | 15                  | 6                   | 7                   | 2           | 3           | 0           | —           | —           | —           | —       | —       | —       | 17    | 9     | 7     |
| 1943–44      | Ferencváros  | Nemzeti Bajnokság I | 28                  | 11                  | 10                  | 6           | 3           | 2           | —           | —           | —           | 1       | 0       | 1       | 35    | 14    | 13    |
| 1944         | Ferencváros  | Nemzeti Bajnokság I | 13                  | 14                  | 4                   | —           | —           | —           | —           | —           | —           | —       | —       | —       | 13    | 14    | 4     |
| 1945         | Ferencváros  | Nemzeti Bajnokság I | 18                  | 16                  | 10                  | —           | —           | —           | —           | —           | —           | —       | —       | —       | 18    | 16    | 10    |
| 1945–46      | Ferencváros  | Nemzeti Bajnokság I | 31                  | 31                  | 12                  | —           | —           | —           | —           | —           | —           | —       | —       | —       | 31    | 31    | 12    |
| 1946–47      | Ferencváros  | Nemzeti Bajnokság I | 29                  | 15                  | 10                  | —           | —           | —           | —           | —           | —           | —       | —       | —       | 29    | 15    | 10    |
| 1947–48      | Ferencváros  | Nemzeti Bajnokság I | 18                  | 5                   | 1                   | —           | —           | —           | —           | —           | —           | —       | —       | —       | 18    | 5     | 1     |
| Total        | Total        | Total               | 384                 | 350                 | 163                 | 24          | 21          | 11          | 42          | 50          | 16          | 62      | 42      | 21      | 512   | 463   | 211   |

## Palmarès

### Joueur
| Ferencváros - Championnat de Hongrie (5) : - Champion : 1931-1932, 1933-1934, 1937-1938, 1939-1940 et 1940-1941. - Vice-champion (5) : 1929-1930, 1934-1935, 1936-1937, 1938-1939 et 1943-1944. - Meilleur buteur (3) : 1935-1936 (36 buts), 1939-1940 (23 buts) et 1940-1941 (29 buts). - Coupe de Hongrie (5) : - Vainqueur : 1932-1933, 1934-1935, 1941-1942, 1942-1943 et 1943-1944. - Finaliste (2) : 1930-1931 et 1931-1932. - Coupe d'Europe centrale (1) : - Vainqueur : 1937. - Finaliste (3) : 1935, 1938 et 1939. - Meilleur buteur : 1935 (9 buts) et 1937 (12 buts). |  | Hongrie - Coupe internationale (1) : - En tête : 1936-1938 (car Anschluss en avril 1938). - Troisième : 1933-1935. - Meilleur buteur : 1933-1935 (7 buts) et 1936-1938 (10 buts). - Coupe du monde - finaliste : 1938 (et capitaine ; 5 buts dans le tournoi). |

#### Récompenses individuelles
- Ballon de bronze de la coupe du monde : 1938.
- Soulier de bronze de la coupe du monde : 1938.
- Avant-centre de l'équipe-type de la coupe du monde : 1938.
- 100 meilleurs footballeurs de tous les temps de World Soccer magazine.

### Entraîneur
Juventus
- Championnat d'Italie (1) :
  - Champion : 1951-1952.
  - Vice-champion : 1952-1953.